# Montañas del Búho
Las montañas del Búho (en polaco: Góry Sowie; en alemán: Eulengebirge; en checo: Soví hory) es una cordillera en los Sudetes centrales en el suroeste de Polonia. Se extienden entre la región histórica de Baja Silesia y la Tierra de Kłodzko. La cordillera incluye una zona protegida llamada Parque Paisajístico de las Montañas del Búho.
En las montañas del Búho, aparte de la cresta principal se pueden distinguir las subdivisiones de Garb Dzikowca y Wzgórza Wyrębińskie.
Las montañas del Búho cubren un área de cerca de 2.000 kilómetros cuadrados y se extienden sobre 26 kilómetros. Están situadas entre las montañas Waldenburg (al oeste) y las montañas Bardzkie (al este). Su frontera este está marcada por el Przełęcz Srebrna (un paso de montaña), y la línea de frontera del oeste está fijada por el río Bystrzyca. En el norte, la frontera se encuentra en Kotlina Distrabiekenstein y en el sur en Obniżenie Noworudzkie y las Colinas Włodzickie.
Las montañas del Búho constituyen la parte más joven de los Sudetes. A sus pies se encuentran lugares turísticos muy conocidos, como: Rzeczka, Walim, Sokolec, Jugów, Sierpnica y Zagórze Śląskie. 
Las montañas del búho son muy diversas en cuanto a su altura. Los picos más altos son Wielka Sowa ("Gran Búho", 1.014 metros de altitud) y Kalenica (964 m) con su torre de observación. Los picos restantes alcanzan la altura de 200 a 987 metros sobre el nivel del mar. Excepto en los claros de la cumbre y los pasos de montaña, las montañas del Búho representan el tipo de montañas cubierto de piceas. También pueden observarse aunque de forma rara hayas y tejos.
Las montañas están cubiertas por una red de senderos turísticos. El más atractivo de estos es el sendero rojo que lleva a través de la mayor parte de Europa. Los destinos turísticos favoritos de estas montañas incluyen: la torre de piedra en Wielka Sowa, la torre de observación en Kalenica, el castillo de Grodno en Zagórze Śląskie, los complejos mineros del proyecto Riese cerca de Walim y del museo de la explotación minera en Polonia.
Las ciudades principales de las montañas del Búho incluyen:
- Dzierżoniów
- Pieszyce
- Bielawa
- Nowa Ruda

Entre las montañas del Búho y las montañas de Kamienne:

Kalenica vista desde las estribaciones de los Sudetes. A la izquierda se puede ver la cordillera del Búho, en medio Dzierżoniów.

- Neut Askeylowen
- Huszkeyn-Nuges

- Datos: Q1373786
- Multimedia: Góry Sowie / Q1373786